# Львівгаз (обласний трест)
Обласний трест «Львівгаз» — підприємство, яке займалось газопостачанням та газифікацією у місті Львові та Львівській області.

## Історія
13 серпня 1955 року трест «Львівгаз» було реорганізовано в обласний трест «Львівгаз» з підпорядкуванням відділу комунального господарства Львівського облвиконкому. Трест прийняв на обслуговування все газове господарство Львівської та Дрогобицької областей.
У 1956 році розпочинається газифікація області зрідженим газом.
1960 року газове господарство тресту розділяється на чотири одиниці: Львівську, Стрийську, Дрогобицьку та Бориславську. 
У травні 1960 року у місті Дрогобич організовується міжрайонна контора скрапленого газу.
У травні 1961 року трест «Львівгаз» переїхав на нову базу, що на вул. Золотій, 42 у Львові.
1961 року тресту «Львівгаз» передаються у підпорядкування всі промислові і побутові газопроводи області.
1975 року після ліквідації Дрогобицької області створюється Львівська міжрайонна контора зрідженого газу у місті Львові. Того ж року обласний трест «Львівгаз» було реорганізовано у виробниче об'єднання «Львівгаз».